# 五權憲法
五權憲法，亦即五院制，由中華民國國父孫中山創立的憲制理論，基於三民主義理論，被中國國民黨採納，後成為《中華民國憲法》制定、以及中華民國中央政府「五院」體制的重要參考。和世界主流三權分立憲法（行政、立法、司法）相較，其將西方學說之行政權析出「考試權」、立法權析出「監察權」，形成「五權分立」。另外，孫中山之學說中，各權力機關皆為政府之一部份，五權分工合作（五權共治）受國民之監督；此亦與西方觀點以行政機關（內閣）為政府，三權互相監督與制衡之體制有所差異。
世界憲法學家Albert P. Blaustein認為，許多現代憲法在有意無意間追隨《中華民國憲法》的設計，設立相對映的獨立機關，如公務員敍用委員會（Public Service Commission）、主計審計長（Comptroller and Auditor General）、行政監督察（Ombudsman）等等，但這些獨立機構是設立在行政機關或立法機關之下。

## 歷史

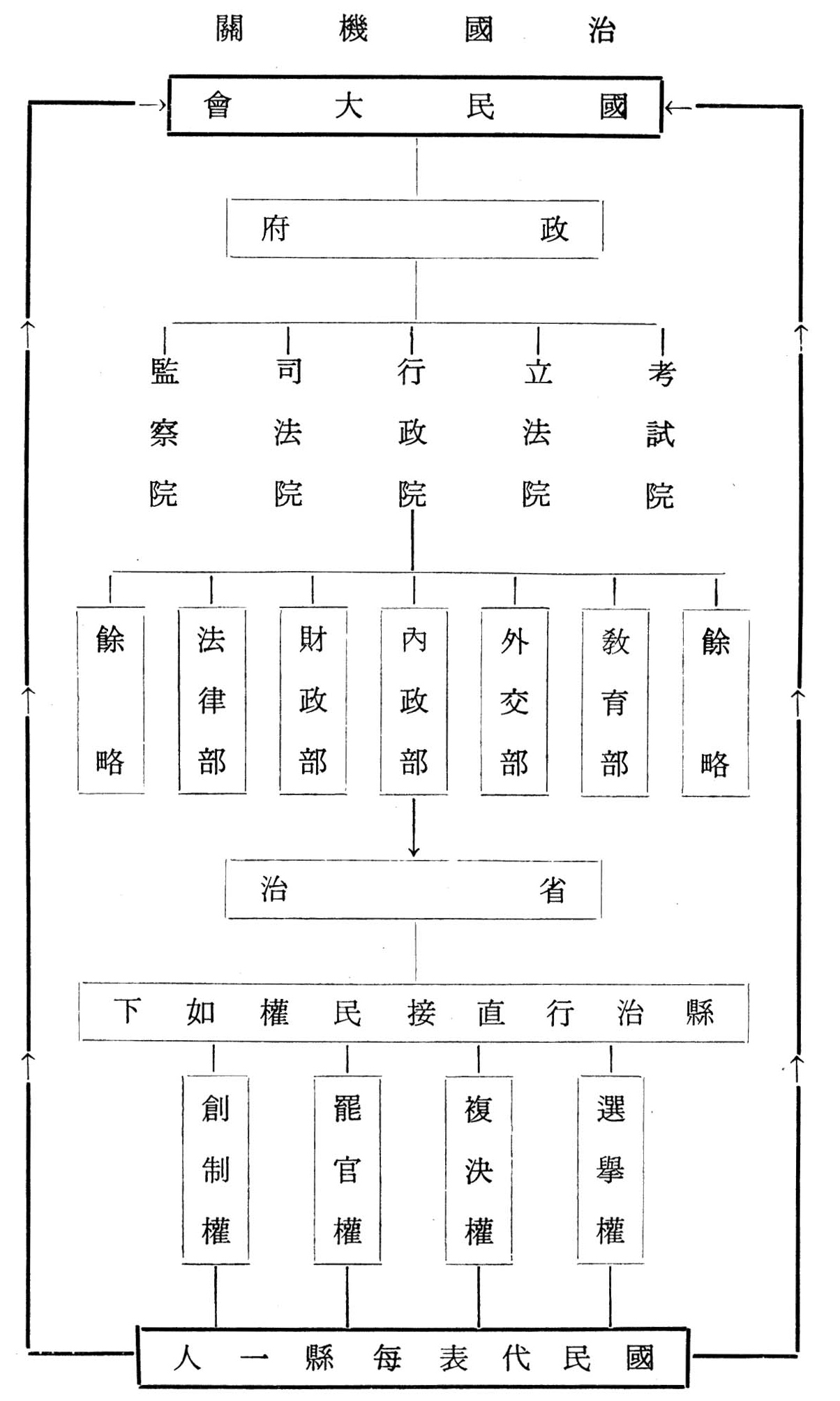
孫中山在五權憲法演講中所繪五權憲法架構圖

據孫中山自述，五權憲法之概念首先在1906年（光緒32年）12月中國同盟會在日本東京慶祝《民報》創刊一週年紀念會上提出。
- 1919年（民國8年），孫中山完成著作《孫文學說》（後收入《建國方略》成為其心理建設一卷）其中有提及「五權憲法」之名與政府組織之相關論述。
- 1921年（民國10年）3月20日，孫中山在廣州疇組中華民國政府時對《五權憲法》做了專題演講，此為其憲法理論之重要文獻。
- 1924年（民國13年）1月20日至30日，中國國民黨在廣州召開第一次全國代表大會，會後宣言中確立孫中山之三民主義為該黨之中心思想，其中民權主義即包含了五權憲法之政府體制。
- 1924年（民國13年）4月12日，孫中山所作《國民政府建國大綱》在全國代表大會通過後公佈，其中包含了國民大會、總統、行政院、立法院、司法院、考試院、監察院等具體憲政機關之名稱。
- 1924年（民國13年）4月26日，孫中山於三民主義系列演講中的「民權主義第六講」再次提到五權政府。

然而1925年（民國14年）3月12日孫中山在北京病逝，五權憲法理論之實踐乃由中國國民黨組建國民政府後繼續推行。

## 學理
孫中山《五權憲法》演講中說：“五权宪法是兄弟所创造，古今中外各国从来没有的。”他認為，傳統西方憲法在政府機關採取的三權分立（行政權、立法權、司法權）制度中，行政機關擁有考試權將可能濫用私人，立法機關擁有監察權則將有國會專制的流弊。孫中山認為，西方代議民主中的國會相對於行政機關權力太大，常常形成國會獨裁或議會專制；因此認為應該將此兩者分離，另設考試院和監察院，此乃五權分立之由來。他说，这是“破天荒的政体”。
孫中山《孫文學說》中有其對五權政府機關之大致描述：
……各縣之已達完全自治者，皆得選舉代表一人，組織國民大會，以制定五權憲法。以五院制為中央政府：一曰行政院，二曰立法院，三曰司法院，四曰考試院，五曰監察院。憲法制定之後，由各縣人民投票選舉總統以組織行政院，選舉代議士以組織立法院，其餘三院之院長由總統得立法院之同意而委任之，但不對總統、立法院負責，而五院皆對於國民大會負責。各院人員失職，由監察院向國民大會彈劾之；而監察院人員失職，則國民大會自行彈劾而罷黜之。國民大會職權，專司憲法之修改，及制裁公僕之失職。國民大會及五院職員，與夫全國大小官吏，其資格皆由考試院定之。此五權憲法也。
五權憲法理論基礎是孫中山的「權能區分」學說，「權能區分」即是「人民有權，政府有能」（此處政府指的是包含立法、行政、司法等部門的廣義政府）。孫中山認為，西方民權發達的國家，人民擔心政府不能為人民所管理，對政府多有防範，致使政府無能。因此，提出採取西方各國行政、立法、司法三權憲法的長處，並融入中國古代考試權和監察權獨立的優點，而創立以五權分立概念為核心理念的「五權憲法」。其目的是为了讓人民在選舉權之外還有罷免權、創制權、複決權來制約政府，避免行政權兼考試權會造成私自用人（美國總統安德鲁·杰克逊當選總統後撤換聯邦政府官員，代之以自己的支持者與友人，被稱為「分贓制度」），以及立法權兼監察權會造成國會專制的問題。在此基礎上，人民使政府有能，彻底根除“政府无能”的流弊，五權分工合作，為人民謀福利。考試權獨立的理論來自中國古代科舉制度及美國的文官委員會。監察權獨立的理論來自中國古代御史制度與美國哥倫比亞大學教授詹姆斯·希斯羅（James Hervey Hyslop）主張的四權分立（行政權、立法權、司法權及彈劾權獨立）。
|              | 考試權                                   | 行政權                                   | 司法權                                     | 立法權                         | 監察權                         |
| ------------ | ---------------------------------------- | ---------------------------------------- | ------------------------------------------ | ------------------------------ | ------------------------------ |
| 中國古代     | 考試權 （科舉制度）                      | 君權 （皇帝）                            | 君權 （皇帝）                              | 君權 （皇帝）                  | 彈劾權 （行政監察制度）        |
| 西方三權分立 | 行政機關／Executive （總統、總理、內閣） | 行政機關／Executive （總統、總理、內閣） | 司法機關／Judiciary （最高法院、憲法法院） | 立法機關／Legislature （國會） | 立法機關／Legislature （國會） |
| 五權憲法     | 考試院                                   | 行政院                                   | 司法院                                     | 立法院                         | 監察院                         |

政權歸於人民，在“五權憲法”理論中，人民擁有選舉權、罷免權來選出國民大會代表，國民大會代表人民行使政權，可以選舉並罷免總統，對司法、考試、監察三院院長行使同意權，另有修憲權。國民大會能行使創制權、複決權來代表人民管理中央政府法律，各地人民則能行使創制權、複決權來直接管理地方政府法律，但在孫中山的理論中沒有詳細說明要怎麼行使。國民大會不能直接制定法律，因為立法權屬於治權，是由政府來執行，是一種間接民主。李鴻禧認為，五權憲法是由類似於民主集中制的國民大會與民主主義憲法之權力分立制度兩種不同觀點「強併硬湊」成的。丁毅（《黃花崗》雜誌副主編，筆名司徒一）認為，李鴻禧誤讀了五權憲法；國民大會實則為實行代表制民主的機關，對代議制政府作出制衡，與民主集中制毫無關係。
政府行使治權，治权乃指行政權、立法權、司法權、考試權、監察權，各自獨立運作並互相合作與制衡，是為「五權共治」。但是在中央層級，政權通過國民大會間接行使，人民不能直接行使，所以權能區分的制度細節上需要在給政府以治權的同時避免治權的力量事實上超越政權，孫中山只提出了國民大會制度的大意，並沒有設計細節。日本學者美濃部達吉與其學生宮澤俊義，反對孫中山提出的權能區分，認為政權與治權都應該屬於人民，將政權與治權分開會削弱民主制度。旅美中國憲政學者丁毅認為，美濃部達吉與宮澤俊義沒有弄清楚權能區分的含義就加以攻擊，缺乏學術嚴謹性。

## 與中華民國憲法

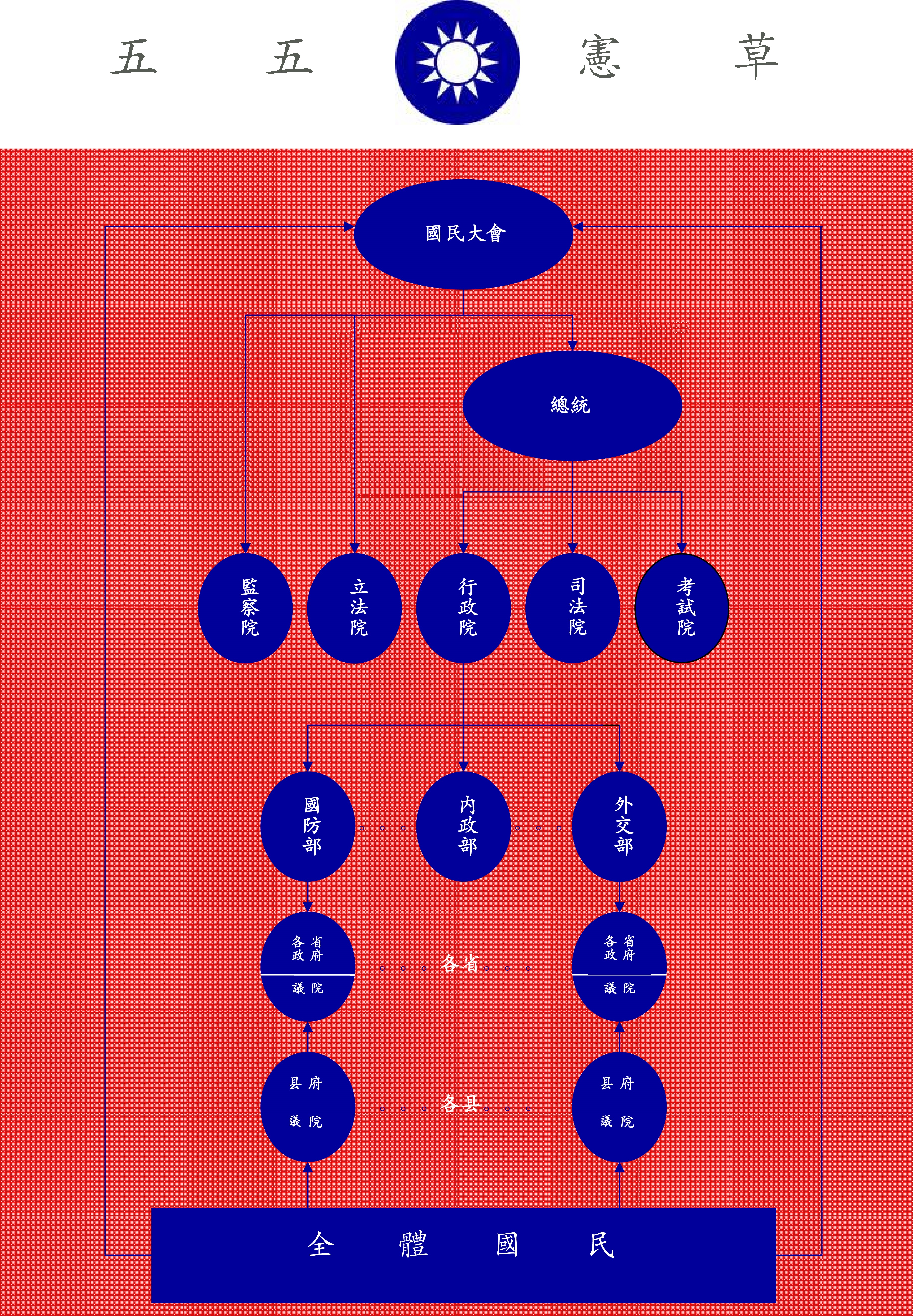
五權憲法理論之成文草案《五五憲草》

1936年（民國25年）5月5日公佈了第一份依照五權憲法理論之成文草案，即《五五憲草》。
中華民國憲法實質上脱胎於1946年1月的《政協憲草》而并非《五五宪草》，即“五權之名，三權之實”。政協憲草上，由于中国共产党對“五權憲法”持反對態度，故大幅度修改了《五五憲草》，形成了《政協憲草》。而制憲國民大會制定的憲法98%來自政協憲草。
1947年（民國36年）12月25日實施的《中華民國憲法》中所規定之中央機關包含了國民大會、總統（及副總統）與代表政府五權的行政院、立法院、司法院、考試院、監察院等機關，成為中華民國政府的最高層級機關，並持續迄今。
目前經歷七次增修的中華民國憲法，總統由公民直選產生，國民大會被凍結，將國民大會的權力改由公民投票及立法院行使。而總統可直接任命行政院院長，與原始的五權設計有差。

## 中央機關人事產生方式
| 文件     | 《五五憲草》（1936年）                    | 《政協憲草》（1946年）                  | 《中華民國憲法》（1947年） |                            | 《憲法增修條文》（2005年） |
| -------- | ----------------------------------------- | --------------------------------------- | -------------------------- | -------------------------- | -------------------------- |
| 國民大會 | 各縣市公民直接選舉                        | 立法院與監察院聯合組成                  | 各縣市公民直接選舉         | 機關凍結，人民直接行使政權 |                            |
| 總統     | 國民大會選舉                              | 國民大會選舉                            | 國民大會選舉               | 自由地區公民直接選舉       |                            |
| 行政院   | 總統任命                                  | 總統提名經立法院同意                    | 總統提名經立法院同意       | 總統任命                   |                            |
| 立法院   | 國民大會選舉                              | 各省市公民直接選舉                      | 各省市公民直接選舉         | 自由地區公民直接選舉       |                            |
| 司法院   | 總統任命                                  | 總統提名經監察院同意                    | 總統提名經監察院同意       | 總統提名經立法院同意       |                            |
| 考試院   | 總統任命                                  | 總統提名經監察院同意                    | 總統提名經監察院同意       | 總統提名經立法院同意       |                            |
| 監察院   | 國民大會選舉                              | 各省市議會間接選舉                      | 各省市議會間接選舉         | 總統提名經立法院同意       |                            |
| 備註     | 由中國國民黨起草， 一般視為五權憲法成文本 | 大幅改寫五五憲草， 以五權之名行三權之實 | 由政協憲草小幅修改而成     | 政府遷臺後修改之體制       |                            |

## 現況
| 機關   | 權力                         | 主要官員                                            | 官員產生方式                                                                  |
| ------ | ---------------------------- | --------------------------------------------------- | ----------------------------------------------------------------------------- |
| 總統   | 國家元首（決定國家大政方針） | 總統、副總統                                        | 人民直接選舉                                                                  |
| 行政院 | 行政權（執行政策施政細節）   | - 行政院院長 - 行政院副院長 - 內閣各首長 - 政務委員 | - 總統直接任命（院長） - 院長提請總統任命（副院長、內閣各部會首長、政務委員） |
| 立法院 | 立法權                       | - 立法院院長 - 立法院副院長 - 立法委員              | - 人民直接選舉（立法委員） - 立法委員互選（院長、副院長）                     |
| 司法院 | 司法權                       | - 司法院院長 - 司法院副院長 - 司法院大法官          | 總統提名經立法院同意                                                          |
| 考試院 | 考試權                       | - 考試院院長 - 考試院副院長 - 考試委員              | 總統提名經立法院同意                                                          |
| 監察院 | 監察權                       | - 監察院院長 - 監察院副院長 - 監察委員 - 審計長     | 總統提名經立法院同意                                                          |

## 評價
中国共产党自中华民国大陆时期起即反对五权分立制度。1925年，中共中央机关刊《向导》认为，分散立法院权力是“为独裁作准备”。中华人民共和国成立后，设立全国人民代表大会为最高国家权力机关，并由全国人民代表大会常务委员会行使常设立法权（2018年下設國家監察委員會行使監察權）、国务院行使行政权、最高人民法院和最高人民检察院行使司法权。但由于中华人民共和国实行议行合一，全国人大与其他机关之间只存在「权力分工」，而不存在权力制衡。
民主進步黨基本反對五權憲法制度，認為其是在中國大陸所制訂，不適合臺灣政情之現狀，傾向全面修憲或制訂新憲（請參見臺獨黨綱），具體落實美式的三權分立總統制，廢除考試院和監察院。在2005年，當時的民進黨為執政黨及國民大會多數黨，在任務型國民大會主動與第二多數黨中國國民黨合作修憲，使中華民國憲法更能對應實際上中華民國對台灣地區的統治現況，但是這次修憲並未將考試院及監察院廢除。直到2020年，廢除考試院及監察院的議題再次提出。

### 引用
1. ↑  Albert P. Blaustein. . Wm. S. Hein Publishing. 1993: 32  [23 September 2012]. ISBN 978-0-8377-0362-6. （原始内容存档于2014-10-19）. Many modern constitutions follow China's example in providing for comptrollers and auditiors general, public service commissions and judicial service commissions, and ombudsmen, or people's lawyers. These modern constitutions have followed the Chinese model, even if their authors did not know they were doing so.
2. ↑  孫文《國父全書》〈五權憲法〉：「乃二百年前有法國學者孟德斯鳩，他著了一部書叫做《法意》，有人亦叫做《萬法精義》，發明了三權獨立底學說，主張立法、司法、行政三權分立。但英國後來因政黨發達，已漸漸變化。英國並不是行三權政治，實際是一權政治。英國政治制度是國會獨裁，行議會政治；就是政黨政治，以黨治國。」
3. ↑  孫文《國父全書》〈三民主義與中國民族之前途〉：「現在立憲各國，沒有不是立法機關兼有監督的權限；那權限雖然有強有弱，總是不能獨立，因此生出無數弊病。比方美國糾察權歸議院掌握，往往擅用此權，挾制行政機關，使他不得不頫首聽命，因此常常成為議院專制；除非有雄才大略的總統，如林肯、麥堅尼、羅斯福等，才能達到行政獨立之目的。」
4. ↑  孫文《國父全書》〈民權主義〉：「分開政府的大權，便可以說外國是三權分立。」
5. ↑  孫文《國父全書》〈民權主義〉：「在民權發達的國家，多數的政府都是弄到無能的；民權不發達的國家，政府多是有能的。」
6. ↑  孫文《國父全書》〈民權主義〉：「我們現在要集合中外的精華，防止一切的流弊，便要採用外國的行政權、立法權、司法權，加入中國的考試權和監察權，連成一個很好的完壁，造成一個五權分立的政府。」
7. ↑  李鴻禧. . 自由時報. 2003-09-23  [2014年1月15日]. （原始内容存档于2014年2月2日） （中文（臺灣））.
8. ↑  林濁水. . 想想論壇. 2013-08-23  [2014年1月15日]. （原始内容存档于2013年9月10日） （中文（臺灣））.
9. 1 2  丁毅. . 開放出版社. 2016-10-29  [2017年1月31日]. （原始内容存档于2017-03-05） （中文（臺灣））.
10. ↑  宮澤俊義《中華民國憲法草案評析》：「現在歐美各民主國家，人民不但擁有孫文所稱的政權，同時有治權；政權與治權並不是兩種不同的東西，他所稱的治權是人民的權力的本質，政權則是人民行使權力的方法。」
11. ↑  蔣匀田，《中國近代史轉折點》，香港：友聯出版社，1976